# Un beso y una flor (álbum)
Un beso y una flor es el título del tercer álbum del cantante español Nino Bravo, uno de los más vendidos y sentimentales del intérprete. Se publicó a principios de 1972 por Fonogram.
El tema que presta su nombre al álbum fue un éxito instantáneo y se ha convertido en un clásico del artista. En este trabajo destacan las versiones de artistas extranjeros, ya que en él están incluidas adaptaciones de los temas «This girl is a woman now» de Gary Puckett & The Union Gap (La niña es ya mujer), «Look around» de Francis Lai (tema perteneciente a la banda sonora del film Love Story (Para darte mi corazón), y «All right my love» de The New Seekers (Por fin mi amor).

## Lista de canciones
1. Un beso y una flor - 4:36
2. Para darte mi corazón - 3:21
3. Arena de otoño - 3:24
4. Por fin mi amor - 2:50
5. Para qué seguir - 2:43
6. Noelia - 3:10
7. Por fin mañana - 3:32
8. Cartas amarillas - 3:53
9. La niña ya es mujer - 2:46
10. Mi gran amor - 2:47
11. Contigo soy feliz - 2:37
12. Yo te quiero dar - 3:14

## Músicos
- Nino Bravo: voz principal y coros
- Pepe Juesas: guitarras
- Vicente Balaguer: bajo
- Augusto Alguero: piano
- Juan Manuel Cortés: órgano y clavecín
- Salvador Pelejero: batería
- orquesta sin acreditar